# 伊藤政則のロックTV!
『伊藤政則のロックTV！』（いとうせいそくのロックティーヴィー）は、BSフジで2014年4月6日から放送されている音楽番組であり、伊藤政則の冠番組である。番組ロゴでは『Masa Ito's Rock TV』も使用されている。

## 概要
様々なジャンルからロックを伊藤政則が解説するロック専門テレビ番組である。発売前のライブビデオ映像や独占インタビュー、コンサートチケットの特電、限定商品等の情報を東京都田園調布のハイエンドギターショップ「ボトムズアップギターズ」からそれぞれ紹介する。なお、当番組放送中はCMが一切放送されない。
番組開始当初は毎週放送されていたが、不定期でスペシャルとして放送枠拡大を行う場合もあった。2018年7月22日以降は月1回放送となり、放送枠も30分から90分に拡大した。

## 放送時間
- 2014年4月6日 - 2016年3月27日：毎週日曜 2:00 - 2:30（土曜深夜）
- 2016年4月3日 - 2018年4月1日：毎週日曜 1:30 - 2:00（土曜深夜）
- 2018年4月8日 - 7月1日：毎週日曜 2:30 - 3:00（土曜深夜）
- 2018年7月22日 - 2019年4月14日：月1日曜 2:30 - 4:00（土曜深夜）
- 2019年5月26日 - ：月1日曜 2:00 - 3:30（土曜深夜）